# توبارا
توبارا (به اسپانیایی: Tubará) یک سکونتگاه مسکونی در کلمبیا است که در بخش آتلانتیکو واقع شده‌است.